# ランドローバー・ディフェンダー
ランドローバー・ディフェンダー（Land Rover Defender）は、イギリス・ランドローバー社が製造するクロスカントリー車である。
1948年から製造していた四輪駆動車ランドローバー・シリーズを1990年に改良した時点で付けられた車名で、強靭なラダーフレームのシャシとアルミニウムボディを採用し、各国の軍用車両や警察、消防車両などに多数採用されている。

## 名称の変遷
1983年、ランドローバー・シリーズ III のマイナーチェンジにあたり、シリーズ IV とはせず、ランドローバー・90/110と改称した。それぞれの数字はホイールベースをインチで表したもので、車名のように扱われ、広告やマニュアルにも記載されたほか、ラジエーターグリル上のバッヂにも表記された。
1985年、業務用としての積載性向上のため、バン、ピックアップ、キャブシャシに127インチホイールベースのランドローバー・127が追加された。
90/110/127が揃った時点でランドローバーの他のモデルは高級SUVのレンジローバーのみであり、両者の区別は容易であったが、ランドローバー第三のモデルとして1989年にディスカバリーが登場したことを受け、混乱を避けるため1991年に90/110/127の名称をディフェンダー90/110/130に変更した。127は切り良く130となったが、ホイールベースに変更はない。フロントのバッヂも"Defender 90/110/130"となった。
2007年モデルからはフロントのバッヂには何も描かれなくなり、ボンネットの前端に"Land Rover"とレタリングされるようになった。リアには新たに"Defender"と描かれたバッヂが装着されるが、ホイールベースの数字は省略されるようになった。
アメリカおよびカナダでは、北米仕様（North American Specification, 略称 NAS）のディフェンダーが1989年から1997年にかけて販売されたが、"90"および"110"は付かず単に"ランドローバー"として販売された。

## ランドローバー90/110/127
1983年、ランドローバー・110の生産を開始。名称はホイールベースの長さが110インチ(2,794 mm)であったことに由来する。ホイールベース93インチ(2,362 mm)のランドローバー・90と、127インチ(3,226 mm)のランドローバー・127も追って登場した。
シリーズIIIとの外観上の差はほとんどなく、フルレングスのボンネット、グリルの変更、ホイールアーチが拡張された程度であった。エンジンやボディパネルはシリーズIIIからキャリーオーバーされたが、機構的にはコイルスプリングやフルタイム4WDを搭載するなど、大幅に近代化されている。
1984年に90が登場。同年よりドアウィンドウがレギュレーターハンドルによる巻き上げ式となり（シリーズIIIと初期の110は引き違い窓）、2.5 Lで69 PSを発生するディーゼルエンジンが搭載された。このエンジンは以前の2.3 Lエンジンの改良型であったが、より近代的な燃料噴射装置が搭載され、性能が向上した。また、レンジローバーに搭載される3.5 L V8エンジンの圧縮比を下げたバージョンが、5速トランスミッションとの組み合わせで搭載された。

## ディフェンダー (1990年-2016年,2018年,2021年)
1990年、ランドローバー・90/110がランドローバー・ディフェンダーと改称される。1989年にディスカバリーが発売されたため、混乱を避けるための変更であった。この年より、ディスカバリーに搭載されるランドローバー・200Tdiエンジンがディフェンダーにも搭載されるようになる。このユニットは既存の2.5 Lエンジンがベースなものの、シリンダーヘッドやターボチャージャーの改良、直噴機構とインタークーラーの搭載で性能を向上させていた。なお、ディフェンダーに搭載されたエンジンは排気系の変更により、ディスカバリー仕様よりもデチューンされていた。
1994年、新型のターボディーゼルエンジンであるランドローバー・300Tdiエンジンが登場。200Tdiと異なり完全新開発のエンジンで、同排気量ながら最高出力113 ps、最大トルク264 N・mを発揮した。
1998年に登場した50周年記念モデルの90には、レンジローバーの4.0L V8エンジンが搭載された。

### Td5エンジン
1998年より、ユーロIII排出ガス規制に適合したランドローバー・Td5エンジンが搭載された。2.5L 直5ターボディーゼルエンジンで、電子制御システムの搭載により最高出力124 ps / 4,850 rpmに向上した。旧来のファンからは「電子制御システムの導入は動作不良の原因になる」という批判もあったが、後に無根拠であると証明された。

### 2007年モデル
2007年春、主に排出ガス規制と安全基準を満たすために大幅な変更が行われた。Td5エンジンに代わり、フォード・トランジットに搭載される2.4 L直4エンジンが搭載された。最高出力は不変ながら、ピーク回転数が落とされ、低回転域でのパフォーマンスが向上した。最大トルクは可変ジオメトリーターボチャージャーにより、300 N·mから359 N·mに向上した。トランスミッションも6速MTに換装され、1速をローギアード化することで低速域でのコントロール性を向上させた。6速は高速域での騒音向上や燃費低減のため、ハイギヤードに設定された。
インテリアにおいては、1983年の110デビュー以来変わっていなかったダッシュボードのレイアウトが変更を受け、インパネはディスカバリー3のものに、センターパネルはフォード・トランジットのものに交換された。空調システムも一新され、除湿性能や暖房性能が大幅に向上した。
また、EUの法改正により、旧来のランドローバーのステーションワゴンが採用していた内向きのリアシートが保安基準に適合しなくなったため、2007年モデルより4座の内向きシートが2座の前向きシートに置き換えられた。これにより、ディフェンダー90ステーションワゴンは4人乗りとなり（以前は6または7人乗り）、ディフェンダー110ステーションワゴンは7人乗りとなった（以前は9人乗り）。同時に積載量が大幅に減少したため、ディフェンダーは同様のレイアウトを採用する競合他社と同じ土俵で競争しなくてはならなくなった。これに対処するため、新しいボディスタイルとして「110ユーティリティワゴン」が導入された。5ドアのステーションワゴンボディながら、3列目シートやリアサイドの窓が埋められ、安全で屋根のある荷室を持つ5人乗り車となっている。
エクステリアの変更は細部のみである。ボンネットは新しいエンジンを収めるため、また歩行者衝突時の安全確保のためにバルジが設けられた。ダッシュボードと空調システムが一新されたため、ランドローバーのユーティリティモデルの特徴となっていたフロントガラス下のフラップは廃止された。一方でバルクヘッドのプレスラインは同一のため、フラップのアウトラインはそのまま残された。

### 2012年モデル
2012年モデルよりエンジンとパッケージオプションが変更された。
最大の変更はエンジンであり、EU5に対応した2.2Lターボディーゼルエンジンに置き換えられた。最高出力および最大トルクは従来のエンジンと同一で、122PS / 3,500rpmおよび360Nm / 2,000rpmとなる。新エンジンにはDPFが搭載される。
パッケージオプションとして、コンフォートパックとオフロードパックが設定された。コンフォートマップではエアコン、外部入力付きCDプレイヤー、パワーウィンドウ、リモート集中ロックがセットとなる。オフロードパックではABS、ヘビーデューティ仕様のリム、MTタイヤ、トゥーボール、アンダーガードがセットとなる。
- DEFENDER 90 HARDTOP
- DEFENDER 90 PICK UP
- DEFENDER 90 STATION WAGON
- DEFENDER 110 HARDTOP
- DEFENDER 110 PICK UP
- DEFENDER 110 STATION WAGON
- DEFENDER 110 UTILITY  WAGON
- DEFENDER 110 DOUBLE CAB PICK UP
- DEFENDER 110 CHASSIS CAB
- DEFENDER 110 HIGH CAPACITY PICK UP
- DEFENDER 130 CHASSIS CAB
- DEFENDER 130 DOUBLE CAB CHASSIS
- DEFENDER 130 DOUBLE CAB HIGH CAPACITY PICK UP

### 生産終了
2013年10月、最新の衝突安全基準や排気ガス規制に対応することが難しくなったという理由により、2015年12月20日をもって生産を終了することがアナウンスされ、延べ67年間の歴史に幕を下ろす事となった。最後の生産車両は「ディフェンダー・90ソフトトップ」で、“H166 HUE”のナンバープレートを装着して2016年1月29日の午前9時22分に従業員や報道陣に囲まれながらソリハルの生産ラインを後にした。
2018年1月17日、ランドローバーの70周年を記念して「ディフェンダー ワークスV8」が発表された。5リッターV8自然吸気ガソリンエンジンが搭載される。150台限定。
2021年、ディフェンダー・ワークスV8トロフィーを25台限定で生産。90および110のボディが用意された。

### 日本での販売
1997年4月、ディフェンダー 90が500台限定で導入された。
1998年12月、ディフェンダー 90SW 50周年記念モデルが450台限定で導入された。
2002年4月、ディフェンダー 110SWが導入された。
2002年9月、110のダブルキャブピックアップモデルがディフェンダー ブラックとして50台限定で導入された。
2003年7月、マイナーチェンジされディフェンダー 110SEとディフェンダー 110Sの2グレード構成となった。
| グレード                             | 販売期間              | 排気量  | エンジン               | 最高出力/最大トルク | 変速機 | ハンドル |
| ------------------------------------ | --------------------- | ------- | ---------------------- | ------------------- | ------ | -------- |
| ディフェンダー 90                    | 1997年4月- 1998年12月 | 3,950cc | ローバー製 V型8気筒OHV | 182PS / 32.2kgm     | 4速AT  | 左       |
| ディフェンダー 90SW 50周年記念モデル | 1998年12月- 1999年6月 | 3,950cc | ローバー製 V型8気筒OHV | 182PS / 32.2kgm     | 4速AT  | 右       |
| ディフェンダー 110SW                 | 2002年4月- 2003年7月  | 2,492cc | Td5型 直列5気筒SOHC    | 122PS / 30.6kgm     | 5速MT  | 右       |
| ディフェンダー ブラック              | 2002年9月- 2003年7月  | 2,492cc | Td5型 直列5気筒SOHC    | 122PS / 30.6kgm     | 5速MT  | 右       |
| ディフェンダー 110SE                 | 2003年7月- 2005年8月  | 2,492cc | Td5型 直列5気筒SOHC    | 122PS / 30.6kgm     | 5速MT  | 右       |
| ディフェンダー 110S                  | 2003年7月- 2005年8月  | 2,492cc | Td5型 直列5気筒SOHC    | 122PS / 30.6kgm     | 5速MT  | 右       |

## 後継モデル

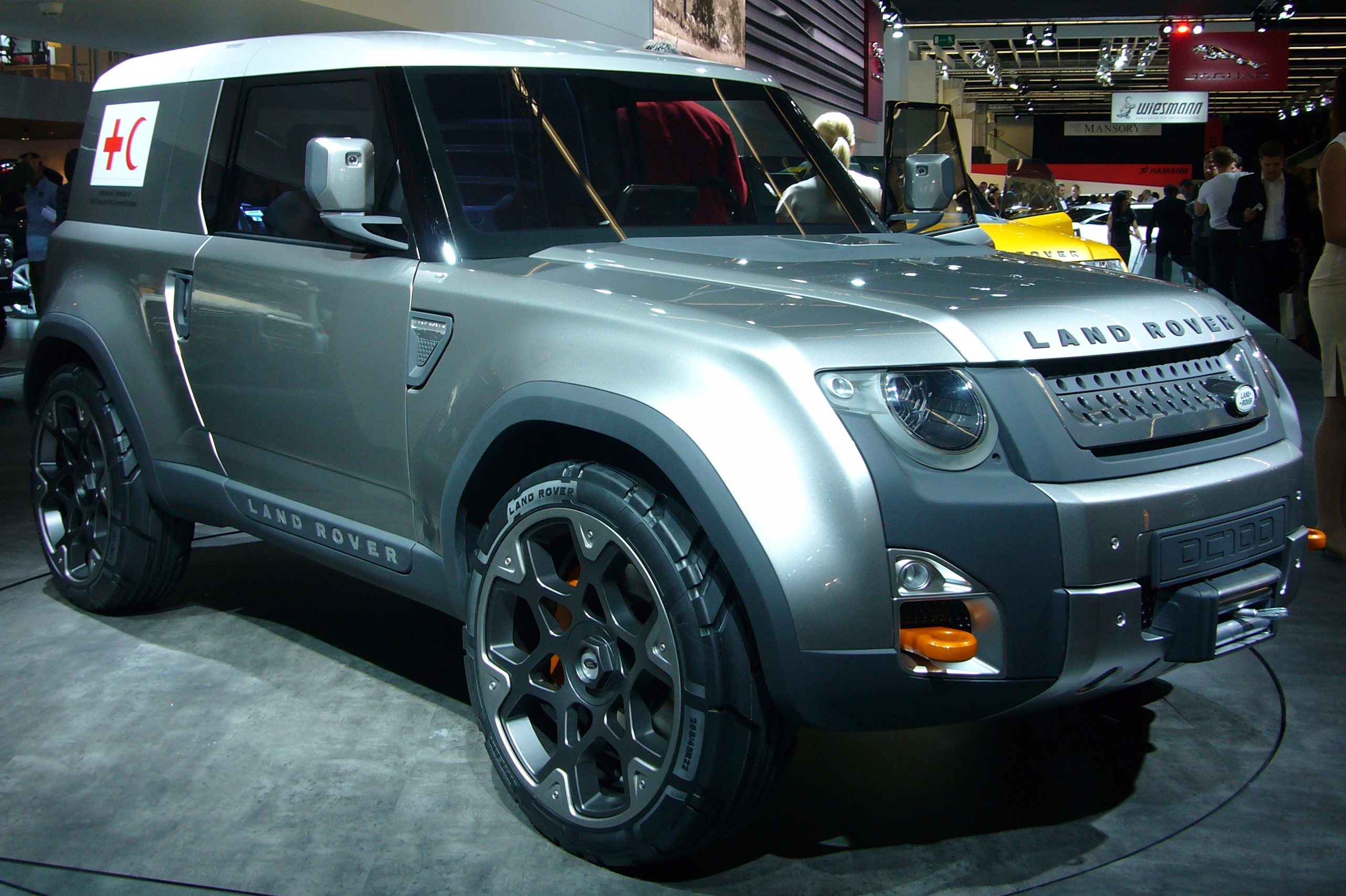
ランドローバーDC100

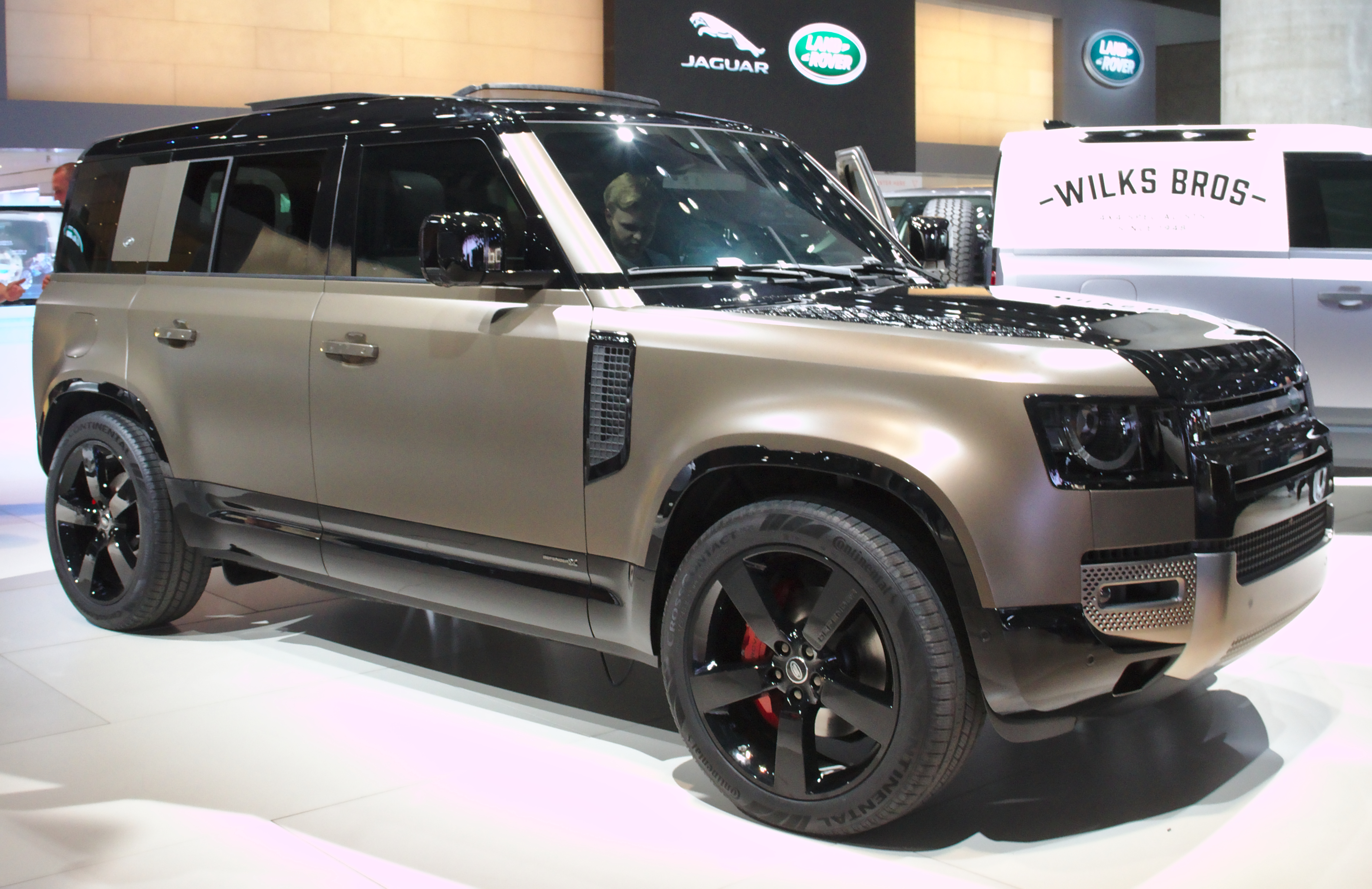
ディフェンダー110 (L663)

2011年9月13日のフランクフルトモーターショーにて、次期ディフェンダーのコンセプトカーとなるランドローバー・DC100が発表された。
その後、2019年9月10日のフランクフルトモーターショーにて正式な2代目モデルを発表。シャシーはそれまでのラダーフレームからアルミニウム製のモノコックに変更された。ショートホイールベースの「ディフェンダー90」とロングホイールベースの「ディフェンダー110」が用意され、エンジンは2リッター直列4気筒ターボエンジンと3リッター直列6気筒ターボエンジンが搭載される。いずれもガソリン・ディーゼルの両仕様が存在する。
生産はスロバキアのニトラにあるジャガーランドローバーの新工場で行われる。
日本では2020年4月9日より通常モデルの受注を開始。90と110の双方が導入される。

## その他
- 2021年に死去したエディンバラ公フィリップの葬儀では、ディフェンダーを改造した霊柩車が使用された。この霊柩車はランドローバーを愛用していたフィリップが、生前に改造を指示していたものであった[13]。